# Negresco (film)
Cet article concerne le film. Pour l'hôtel, voir Hôtel Negresco.
Pour plus de détails, voir Fiche technique et Distribution.
Negresco (Negresco **** - Eine tödliche Affaire) est un film policier ouest-allemand réalisé par Klaus Lemke (de) et sorti en 1968.

## Synopsis
Le Français Roger est un photographe de mode en difficulté financière permanente, dont le principal objectif dans la vie est d'entrer enfin dans le monde des riches et des nantis et de faire partie du gotha mondain. Le décès douteux d'un collègue pousse Roger à mener sa propre enquête. C'est ainsi qu'il fait un jour la connaissance, dans l'atelier de photographie, de Laura Parrish, une épouse de millionnaire aussi belle que mystérieuse, qui le fascine beaucoup. Dès le début, Roger ne peut la quitter et entame avec la jeune femme une liaison passionnée qui conduit le couple en Engadine et à Nice, sur la Côte d'Azur, dans le célèbre hôtel Negresco.
Mais ce n'est pas le grand amour qui motive Roger ; il espère plutôt, par le sexe et la passion avec Laura, obtenir le ticket d'entrée tant attendu dans le gotha. Lorsque Roger va trop loin dans ses recherches sur les antécédents de sa bien-aimée, il se retrouve confronté au mari de Laura, un homme sans envergure et malhonnête. Dans la villa de ce dernier, Roger découvre des documents explosifs qui prouvent que le millionnaire est impliqué dans des affaires plutôt sordides. M. Parrish ne tarde pas à découvrir les manigances de Roger, ce qui met ce dernier et Laura en danger de mort. Parrish les fait désormais surveiller et prévoit finalement d'éliminer l'épouse infidèle et son amant.
Roger, qui a compris comment Parrish menait ses affaires louches, tente de lui extorquer une grosse somme d'argent. Roger possède en effet des photos d'un engin blindé que Parrish commercialise illégalement. Parrish prétend remettre la somme demandée à Roger. Laura, l'épouse de Parrish et maîtresse de Roger, doit recevoir l'argent au sommet du Muottas Muragl et remettre en contrepartie les photos prises en secret par Roger. Au sommet, c'est l'épreuve de force. Parrish arrive en hélicoptère et poursuit sa femme jusqu'à la mort, tandis que Roger se fait tabasser à l'hôtel par les sbires de Parrish, qui lui font ensuite porter le chapeau pour le meurtre de Laura. Les menottes claquent et Roger est arrêté par la police suisse.

## Fiche technique
- Titre français : Negresco[1]
- Titre original italien : Negresco **** - Eine tödliche Affaire[2]
- Réalisation : Klaus Lemke (de)
- Scénario : Klaus Lemke, Max Zihlmann (de)
- Photographie : Michael Marszalek (de)
- Montage : Renate Willeg (de)
- Musique : Klaus Doldinger
- Décors : Monika M. Krieger
- Production : Peter Berling
- Société de production : FIOR Film GmbH (Munich)
- Format : couleurs par Eastmancolor - 1,66:1 - 35 mm
- Pays de production :  Allemagne de l'Ouest
- Langue originale : allemand
- Durée : 95 minutes
- Genre : film policier
- Date de sortie :
  - Allemagne de l'Ouest : 22 août 1968
  - France : octobre 1969

## Distribution
- Ira von Fürstenberg : Laura Parrish
- Gérard Blain : Roger
- Serge Marquand : Borell
- Paul Hubschmid : M. Parrish, le mari de Laura
- Christa Linder : Anita
- Ricky Cooper : Jeff
- Volker Heim : Nicolas
- Charly Kommer : Charly
- Liddia Yadda : Lydia
- Karsten Peters : Delloo
- Halinka Törek : Nadja